# District de Lalitpur (Népal)
Pour les articles homonymes, voir District de Lalitpur.
Le district de Lalitpur (en népalais : ललितपुर जिल्ला) est l'un des 77 districts du Népal. Il est rattaché à la province de Bagmati. La population du district s'élevait à 457 606 habitants en 2011.

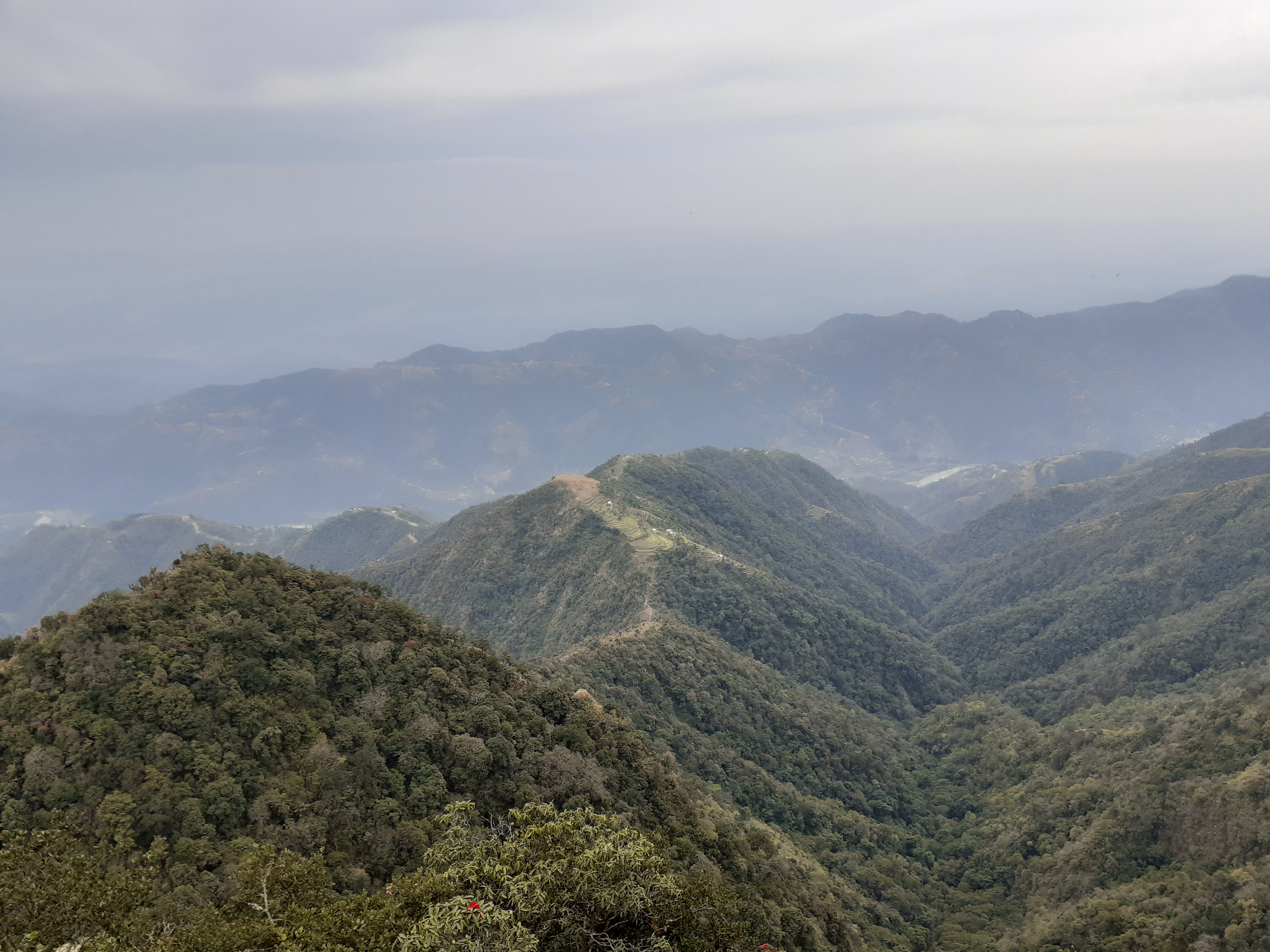
District de Lalitpur – Vue

## Histoire
Il faisait partie de la zone de Bagmati et de la région de développement Centre jusqu'à la réorganisation administrative de 2015 où ces entités ont disparu.

## Subdivisions administratives
Le district de Lalitpur est subdivisé en 6 unités de niveau inférieur, dont une ville métropolitaine, 2 municipalités et 3 gaunpalikas ou municipalités rurales.
| # | Nom       | Nom en népalais | Type                 | Population (2011) | Superficie (km2) |
| - | --------- | --------------- | -------------------- | ----------------- | ---------------- |
| 1 | Lalitpur  | ललितपुर           | ville métropolitaine | 248 922           | 36,12            |
| 2 | Godavari  | गोदावरी            | municipalité         | 78 301            | 96,11            |
| 3 | Mahalaxmi | महालक्ष्मी          | municipalité         | 62 172            | 26,51            |
| 4 | Konjyosom | कोन्ज्योसोम          | gaunpalika           | 9 709             | 44,16            |
| 5 | Bagmati   | बागमती            | gaunpalika           | 13 049            | 111,49           |
| 6 | Mahankal  | महाङ्काल           | gaunpalika           | 9 453             | 82,44            |